# Batkuša
Batkuša (cyr. Баткуша) – wieś w Bośni i Hercegowinie, w Republice Serbskiej, w gminie Šamac. W 2013 roku liczyła 625 mieszkańców.